# Planul foametei

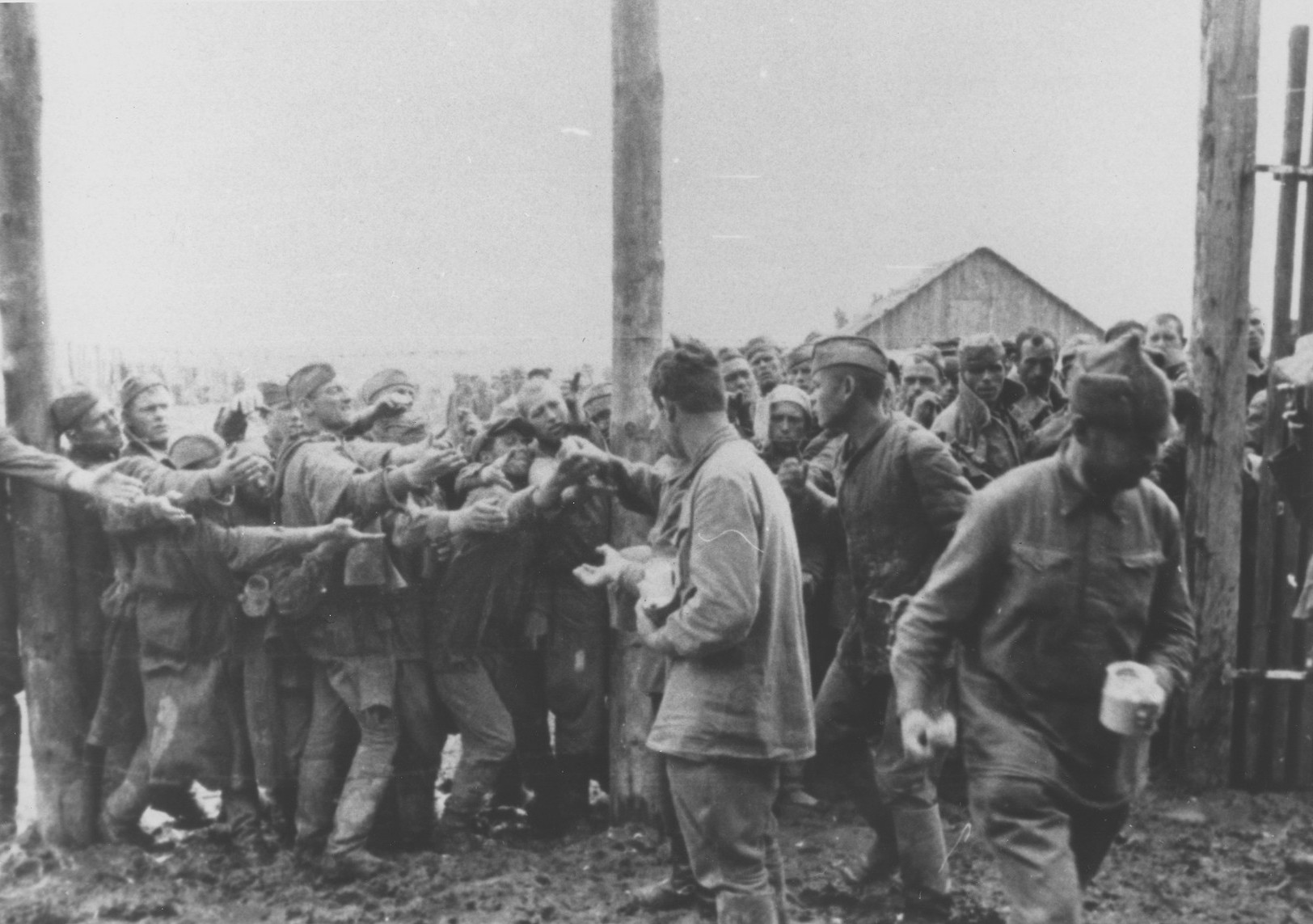
Prizonieri sovietici într-un lagăr german, august 1941.

Planul foametei (în germană der Hungerplan) a fost o schemă de gestiune economică creată de către Germania nazistă în timpul celui de-al doilea război mondial, care a fost pusă în aplicare pentru a-i asigura pe germani, catalogați ca prioritari în aprovizionarea cu alimente, în detrimentul locuitorilor din teritoriile sovietice ocupate de germani. 
Planul a fost elaborat în timpul fazei de planificare a invaziei Wehrmacht-ului asupra Uniunii Sovietice în iunie 1941 (Operațiunea Barbarossa). Germania de sine stătătoare avea un nivel scăzut de aprovizionare cu alimente, cu aceeași problemă confruntându-se diferitele teritoriile ocupate de Germania la acea perioadă. Premisa fundamentală din spatele planului de foamete, era că Germania nu se putea auto-aproviziona cu alimente în timpul războiului, și pentru a susține războiul era nevoie de a obține produse alimentare provenind din teritoriile ocupate cu orice preț. Acest plan a proiectat și implementat foametea, ca un act rațional al politicii în beneficiul națiunii germane presus de toate celelalte. Planul ca un mijloc de ucidere în masă a fost prezentat în mai multe documente, inclusiv unul care a devenit cunoscut sub numele de Grüne Mappe.